# Geldrischer Heimatkalender
Der Geldrische Heimatkalender (GHK) ist ein Jahrbuch der Geschichte und Kultur des Niederrheins, hauptsächlich des Gebietes des heutigen Kreises Kleve.

## Historische Entwicklung
Er erscheint seit 1938 jährlich im Spätherbst mit Unterbrechungen in der Kriegs- und Nachkriegszeit. Zeitweilig erschien er auch als „Heimatkalender des Kreises Geldern“ (1941) oder „Kriegs-Heimatkalender“ (1943). Bis 2023 wurde er seit 1976 46 mal unter der Verantwortung des Historischen Vereins für Geldern und Umgegend e. V., der größten und ältesten Vereinigung von Geschichtsfreunden am Niederrhein, im Selbstverlag herausgegeben. Ursprünglich fungierten als Herausgeber bis 1975 die Kreisverwaltung bzw. der Oberkreisdirektor des früheren Kreises Geldern. Neben einem jährlich wechselnden Porträt eines Ortes aus dem Kreis Kleve bietet er in Wort und Bild dargestellte Informationen aus verschiedenen Themenbereichen, u. a. „Von Natur und Landschaft“ und „Aus Archäologie, Geschichte und Kunst“. Gedichte und Anekdoten, Erinnerungen und eine Fülle von Abbildungen tragen zu einer Mischung von volkstümlichen Beiträgen und wissenschaftlichen Fachaufsätzen bei. Sein Umfang beträgt aktuell jeweils ca. 300 Seiten, er kostete zuletzt € 10,90. Zur Redaktion zählten zuletzt Gerd Halmanns, seit 2002 erster Vorsitzender des Historischen Vereins, Jürgen Kwiatkowski, Gerhard Milbert, Matthias Schrör und Kreisarchivarin Beate Sturm.
Ein Register zu den Jahrgängen bis 2008 liegt in Buchform und digital in der Deutschen Digitalen Bibliothek vor. Für den GHK 2019 hat Peter Lingens eine Fortführung dieser Arbeit in Form eines Registers der heimatkundlichen Beiträge aus den Jahreskalendern 2009 bis 2018 erstellt.